# Substitute
Pour les articles homonymes, voir Substitute (homonymie).
Singles de The Who
My Generation A Legal Matter
Substitute est une chanson du groupe The Who parue en mars 1966. Elle a été écrite, composée et produite par Pete Townshend, guitariste du groupe, et enregistrée le 12 février 1966 aux studios Olympic Sound de Londres.
Absente des albums (et de leurs rééditions), elle est présente sur de nombreuses compilations, comme Meaty Beaty Big and Bouncy et elle fut reprise par les Ramones sur leur album Acid Eaters, sorti en 1993

## Genèse et description
Selon Pete Townshend, cette chanson serait une parodie de 19th Nervous Breakdown des Rolling Stones, parue quelque temps plus tôt. Le guitariste prétend même avoir chanté avec l'accent de Mick Jagger sur la démo de la chanson, ce qui plut à Kit Lambert, qui décida d'utiliser le morceau comme single pour succéder à My Generation. 
La chanson est assez longue et structurée pour un single de l'époque. Du point de vue musical, l'introduction est bâtie sur une succession d'accords gardant la même pédale d'harmonie (la corde de Ré à vide). Viennent ensuite les couplets, puis le refrain chanté sur la même grille d'accords que l'intro. Un break composé d'un solo de basse de John Entwistle ponctue la chanson, qui retourne ensuite à son premier couplet. On observe un mélange de textures acoustiques et électriques. À nouveau, la basse est mise à l'honneur, tout comme dans My Generation. Keith Moon se distingue par ses breaks brutaux et chaotiques, ainsi que par son utilisation très fréquente des cymbales.
Au point de vue poétique, Pete Townshend fait à nouveau preuve de son inventivité. La chanson possède une phrase presque aussi fameuse que le Hope I die before I get old de My Generation : I was born with a plastic spoon in my mouth (« je suis né avec une cuillère en plastique dans la bouche »), jeu de mots sur l'expression anglaise « I was born with a silver spoon in my mouth », littéralement « je suis né avec une cuillère en argent dans la bouche », soit « Je suis né riche », qui renvoie aux problèmes de sa génération en proie à la société de consommation. Cette chanson semble parler de quelqu'un qui semble parfaitement normal et serein au premier coup d'œil, mais qui en fait est miné par de nombreux problèmes.

## Réception
Cette chanson, quatrième single officiel des Who, parut en mars 1966. Elle dut être rééditée en trois occasions, des conflits opposant le groupe à son ancien producteur, Shel Talmy. Elle atteignit la cinquième place des charts anglais. Aux États-Unis, la chanson parut dans un format plus court (2:58), avec une ligne censurée : I look all white but my dad was black (« J'ai l'air tout blanc mais mon père était noir ») est remplacé par I try to going forward but my feet walk back (« J'essaie d'avancer mais mes pieds marchent à reculons »).
Substitute est l'une des chansons fétiches du répertoire scénique des Who, au même titre qu'I Can't Explain, dans une version abrégée du solo de basse et de la reprise du premier couplet. Ils l'interprétèrent durant la grande majorité de leurs concerts.

## Reprises
Les Sex Pistols ont repris cette chanson sur l'album The Great Rock 'n' Roll Swindle paru en 1979.
Elle a aussi été reprise par le groupe américain Great White en 1984.
Enfin, les Ramones interprètent Substitute sur leur album de reprises Acid Eaters, sorti en 1993. Pete Townshend y participe en assurant les chœurs.